# (7711) Říp
(7711) Říp es un asteroide perteneciente al cinturón de asteroides, descubierto el 2 de diciembre de 1994 por Zdeněk Moravec desde el Observatorio Kleť, České Budějovice, República Checa.

## Designación y nombre
Designado provisionalmente como 1994 XF. Fue nombrado Říp en homenaje a una colina ubicada en el centro de Bohemia, a 459 m sobre el nivel del mar y a una distancia de 30 km al norte de Praga. Según la mitología, llegó un ancestro de Čech, el padre de la nación checa, a Bohemia, subió a esta colina, miró alrededor y tomó la decisión de quedarse allí debido a la riqueza y la fertilidad del país.

## Características orbitales
Říp está situado a una distancia media del Sol de 3,070 ua, pudiendo alejarse hasta 3,912 ua y acercarse hasta 2,228 ua. Su excentricidad es 0,274 y la inclinación orbital 12,17 grados. Emplea 1965,41 días en completar una órbita alrededor del Sol.

## Características físicas
La magnitud absoluta de Říp es 12,7. Tiene 17 km de diámetro y su albedo se estima en 0,055.